# Brasserie de Rulles
Vous pouvez aider à l'améliorer ou bien discuter des problèmes sur sa page de discussion.
- Il ne cite pas suffisamment ses sources. Vous pouvez indiquer les passages à sourcer avec {{référence nécessaire}} ou {{Référence souhaitée}}, et inclure les références utiles en les liant aux notes de bas de page. (Marqué depuis avril 2021)
- Il contient une ou plusieurs listes. Le texte gagnerait à être rédigé sous la forme d’un ou plusieurs paragraphes synthétiques, afin d’être plus agréable à lire. (Marqué depuis avril 2021)

- Archive Wikiwix
- Bing
- Cairn
- DuckDuckGo
- E. Universalis
- Gallica
- Google
- G. Books
- G. News
- G. Scholar
- Persée
- Qwant
- (zh) Baidu
- (ru) Yandex
- (wd) trouver des œuvres sur Wikidata

La Brasserie de Rulles est une brasserie artisanale belge située en Gaume dans le village de Rulles faisant partie de la commune de Habay en Province de Luxembourg.

## Histoire
Grégory Verhelst, un ingénieur brasseur originaire de Tournai fonde la brasserie en 1999 dans une ancienne ferme du village de Rulles choisie aussi bien pour la qualité de son eau (la Mandebras coule à proximité de la brasserie avant de se jeter dans la Rulles) que pour la proximité de l’autoroute E25/E411. Grégory Verhelst crée cette brasserie par passion, un passe-temps visant à confectionner des bières à son goût.
La première transformation de bière est la Rulles blonde en 2000. Elle est alors brassée dans une cuve de 10 hl et commercialisée en bouteilles de 75 cl. L'année suivante, la Rulles brune est créée. Ensuite, plusieurs autres bières furent produites jusqu'à 2010 qui vit la création de la Rulles Grande 10 à l'occasion du dixième anniversaire de la brasserie.
Le volume de fabrication augmente et d'autres bières arrivent sur le marché. En 2006, la brasserie s'équipe d'une cuve de brassage de 30 hl, des cuves à fermentation ouverte et une embouteilleuse semi-automatique est installée. Le volume annuel fabriqué est alors de 911 hl. En 2012, de nouveaux travaux d'agrandissement portent la brasserie à une capacité de fabrication annuelle potentielle de 6000 hl. En 2013, le volume annuel fabriqué est de 2675 hl dont 60 % sont exportés.
En 2016, la brasserie de Rulles s'associe avec la brasserie de Silly pour produire une Cré Tonnerre originale, « Une bière à boire ».

## Activités
La Rulles se décline en dix variétés conditionnées en bouteilles de 75 cl ou en fûts de 20 litres.
- La Rulles Blonde - 7 % vol. alc.
- La Rulles Brune - 6,5 % vol. alc.
- La Rulles Triple - 8,4 % vol. alc.
- La Rulles Estivale - 5,2 % vol. alc.
- La Rulles Cuvée Meilleurs Vœux - 7,3 % vol. alc.
- La Rulles Grande Dix - 10 % vol. alc.
- La Rulles Houblon sauvage - 4,9 % vol. alc.
- La Cré Tonnerre - 6 % vol. alc.

Autres bières.
- Rulles Pils - 4,8 % vol. alc (uniquement fûts 20 ou 30 L)
- Stout Rullquin composé de 7/8 de Rulles brune et 1/8 de lambic  de la Gueuzerie Tilquin, refermenté en fûts pendant 8 mois puis 6 mois en bouteille
- Jean Chris n°1 en association avec Jean le Chocolatier et Mi-Orge Mi-Houblon.

Les étiquettes sont des créations de Palix, dessinateur et infographiste. Elles représentent un paysan souriant portant une casquette appelé « Marcel le Rullot ».
Les bières originales de la brasserie sont reprises comme Belgian Beer of Wallonia, protection accordée par l'Agence wallonne pour la promotion d'une agriculture de qualité (APAQ-W).
La brasserie de Rulles emploie sept personnes et réalise 50 % de son chiffre d'affaires à l'international, avec l'Italie comme principal pays d'exportation.